# Tarcza sprzęgła

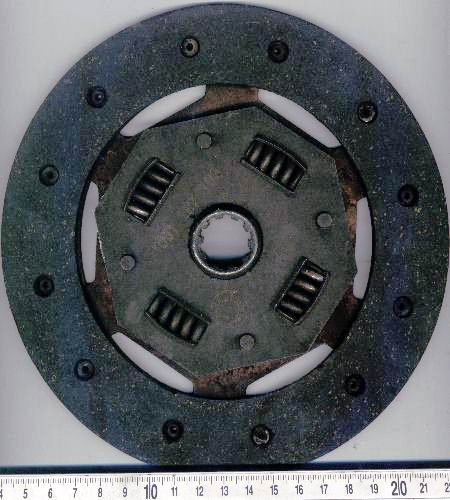
Tarcza sprzęgła suchego

Tarcza sprzęgła – element sprzęgła w układzie przeniesienia napędu pojazdów. Zbudowana z piasty osadzonej na wielowypuście wałka sprzęgłowego oraz tarczy nośnej z okładzinami ciernymi. Jest elementem przenoszącym napęd z wału korbowego silnika na wałek sprzęgłowy skrzyni biegów, dzięki oporom tarcia dociśniętych do siebie części. Większość tarcz jest wyposażona w tłumiki drgań skrętnych, których zadaniem jest zabezpieczenie układu napędowego przed możliwością wystąpienia silnych drgań skrętnych o charakterze rezonansowym. Aby nie dopuścić do drgań rezonansowych w tarczach, należy skorygować sumaryczną sprężystość układu napędowego. W tym celu stosuje się sprężynę o odpowiedniej charakterystyce, która jest umieszczona między tarczą nośną a piastą.

## Rola piasty w tarczach sprzęgieł
Podstawowym elementem, z którego zbudowana jest tarcza sprzęgła jest piasta, która osadzona została na wałku sprzęgłowym skrzyni biegów i odpowiada za nadanie właściwej prędkości obrotowej kołom samochodu.

## Rola okładzin ciernych w tarczach sprzęgła
Sprężynowanie okładzin ciernych nadaje tarczom sprzęgła sprężystość osiową, umożliwiając tym samym płynne ruszanie samochodem. Zaleta ta wynika z oporu stawianego przez sprężyny. Opór ten jest stopniowy, co daje czas na wyrównanie prędkości obrotowych pomiędzy silnikiem a skrzynią biegów. 
Okładziny cierne zapobiegają ślizganiu się tarczy sprzęgła po kole zamachowym zapobiegając niszczeniu docisku sprzęgła oraz koła zamachowego. Ponadto taka sama praca dwóch okładzin względem siebie umożliwia odprowadzenie wytworzonego w wyniku tarcia ciepła, zmniejszając ryzyko przegrzania elementów.

## Rola sprężyn tłumiących w tarczach sprzęgieł
Podstawową funkcją, jaką spełniają sprężyny tłumiące jest zdolność do izolowania energii drgań oddziałujących na układ oraz niwelowanie wstrząsów występujących podczas eksploatacji pojazdów. W tarczy sprzęgła sprężyny tłumiące umiejscowione są obwodowo na tarczy sprzęgła spełniając zadanie tłumików drgań skrętnych, które powstają w układzie napędowym pojazdu.  Drgania skrętne są zjawiskiem niepożądanym występującym w wyniku zmiany prędkości obrotowej wału korbowego. Zmiany prędkości obrotowej zależą od przeciążeń generowanych przez ruszaniem czy też przyspieszaniu pojazdu. Drgania te zwiększają hałas podczas pracy. Sprężyny tłumiące poprawiają komfort podczas eksploatacji pojazdu.